# هرمان لتوماس
هرمان لتوماس (بالألمانية: Hermann Thoms)‏ (و. 1859 – 1931 م) هو كيميائي، وصيدلي، وعالم نبات، وأستاذ جامعي ألماني، ولد في نويشتريليتز، كان عضوًا في الأكاديمية الألمانية للعلوم ليوبولدينا، توفي في برلين، عن عمر يناهز 72 عاماً.